# Spindelöl
Spindelöl ist ein niedrigviskoser Schmierstoff oder Bestandteil von Schmierstoffgemischen. Teilweise wird es auch Heizölen als Zusatz beigesetzt.
Wenn Maschinen oder Getriebe laufen, müssen die gleitenden Teile geölt und geschmiert werden. Je nach Art und Geschwindigkeit der Bewegung kommt es auf die Viskosität solcher Öle und Fette an. Je feiner diese Bewegungen, desto leichtflüssiger müssen die eingesetzten Öle sein. Spindelöle sind solche niedrigviskosen Schmieröle.

## Namensherkunft
Der Begriff kennzeichnet die ursprüngliche Verwendung in der Textilindustrie; mit Spindelöl wurde die Spindel geölt, mit der das Rohgarn verarbeitet wurde.

## Gewinnung
Nachdem bei der atmosphärischen Rektifikation von Erdöl niedrigsiedende Fraktionen – u. a. für die Herstellung von Treibstoffen, wie Ottokraftstoff und Dieselkraftstoff – abgetrennt wurden, wird der Rückstand (Sumpf) einer Vakuumdestillation unterzogen, bei der u. a. das Spindelöl als eine Fraktion gewonnen wird.